# کوره خلأ

کوره خلاء

کوره خلاء

کوره خلأ گونه‌ای کوره است که در آن محصول در کوره هنگام فرایند توسط خلأ احاطه شده است. نبود هوا یا دیگر گازها از اکسایش-کاهش و هدررفتن گرما از محصول از طریق همرفت جلوگیری می‌کند و به‌علاوه منبع آلودگی را از میان می‌برد. خلأ کوره را قادر می‌سازد تا گرمای مواد (به طور معمول برای فلزات و سرامیک) را تا ۳٬۰۰۰ درجه سلسیوس (۵٬۴۳۲ درجه فارنهایت) با مواد انتخابی افزایش دهد. حداکثر دمای کوره و میزان خلاء به نقاط ذوب و فشار بخار عناصر گرم شده بستگی دارد. کوره‌های خلأ برای انجام فرایندهایی از قبیل بازپخت، لحیم‌کاری سخت، تف‌جوشی و عملیات گرمایی با قوام بالا و آلودگی کم استفاده می‌شود. 

## خلا
خلاء (vacuum)را فضای خالی از همه چیز تعریف میکنند.
تحقق خلاء کامل عملاً غیر ممکن است.بنابراین ما با مراتبی از خلاء سروکار داریم.بر این اساس دسته بندی هایی برای مراتب خلاء ارائه شده است.
یک نوع از این تقسیمبندی را در جدول مشاهده می کنید.
| نوع خلا                         | محدوده فشاری                                    |
| ------------------------------- | ----------------------------------------------- |
| خلأ پايين low vacuum            | محدوده‌ي فشارهاي كمتر از اتمسفر و بيش از 25 torr |
| خلأ متوسط medium vacuum         | محدوده‌ي فشارهاي بين 25 torr تا 10-3 torr        |
| خلأ بالا high vacuum            | محدوده‌ي فشار بين 10-3 torr تا 10-7 torr         |
| خلأ خيلي بالا ultra high vacuum | محدوده‌ي فشار كمتر از 10-7 torr                  |

برای تبدیل واحد های فشار بکار رفته در این دسته بندی ها میتوان روابط زیر را بکار برد: 
1at= 760 torr = 760 mmHg

## کوره های خلاء
کوره های خلاء در صنایع مختلفی به کار می روند که بعضی از آنها به قرار زیر است:
شیر های صنعتی، تولید محولات با پودر فلز، ماشین آلات صنایع نفت و گاز، ابزارهای برش، ماشین آلات صنایع غذایی،  اجزای وسایل نقلیه موتوری، صنایع هوا و فضاو...
اجزاء اصلی هر کوره خلاء شامل موارد زیر است:
1. محفظه خارجی      (Exterior Chamber)
2. سیستم حرارت دهی (Heating System)
3. سیستم تولید خلاء
4. ناحیه گرم                     (Hot-Zone)
5. سیستم سرد کننده سریع(Quenching)
6. گیره های نگهدارنده قطعه
7. سیستم کنترل و اندازه گیری

- محفظه خارجی دربرگیرنده ناحیه گرم ،المان های حرارتی،گیره ها و در بعضی از موارد فن دمنده سیستم سرد کننده می باشد.
- سیستم کوئنچ  دمای قطعات حرارت دیده را با استفاده از جریان گاز خنثی بسرعت کاهش می دهد.
- ناحیه گرم ، حرارت را بر روی قطعه کار متمرکز می کند.

### محفظه
محفظه ممکن است بسته به نوع کاربرد دارای ابعادی از یک تا چند صد فوت مکعب داشته باشد.
از لحاظ نحوه بارگذاری، کوره های خلاء به چند دسته اصلی زیر تقسیم می شوند:
1. بارگذاری از بالا.(top loading)
2. بارگذاری از جلو یا افقی. (horizontal or front loading)
3. بارگذاری از زیر. (bottom loading)
4. ترکیبی از حالات گفته شده.

#### بارگذاری از جلو (Front Loading)
- این نمونه ها معمولاً دارای محفظه استوانه ای با درهای محدب لولا شده به بدنه در دو طرف آن بوده که به وسیله ارینگ درزبندی شده اند.
- بسیاری از آنها دارای چنگک های ویژه برای بالا بردن و انتقال قطعه کار می باشند که به طور دائمی بر روی محفظه نصب شده اند.

کوره چند مرحله ای

- دسته خاصی از انواع افقی دارای محفظه چندمرحله ای بوده بشکلی که امکان انتقال قطعه کار درون محفظه و در مراحل مختلف آن برای انجام عملیات مختلف در هر مرحله وجود دارد .کوره های خلاء پیوسته (Continious Vacuum Furnace) از این نوع می باشند این نمونه ها در فرایند های تولید پیوسته مورد استفاده قرار میگیرند.
- در مقابل آنها کوره های تک مرحله ای یا تک بار (Batch Furnace) قرار می گیرند.

### کوره های عمودی (Vertical Furnace)
کوره های خلاء عمودی با قابلیت بارگذاری از بالا  یا پایین برای بارهای بلند و باریک (که ممکن است تحت نیروی گرانش خم شوند) و یا بارهای بزرگ و سنگین ترجیح داده می شوند.

### عایق بندی محفظه
1. کوره های خلاء با دیواره گرم (hot wall vacuum  furnace)

اولین محفظه های خلاء طراحی شده از این دسته بودند.
آنها دارای سرعت گرمایش و سرمایش پاببن بوده و محدود به دماهای زیر1000 درجه سانتیگراد بودند.
1. کوره های خلاء با دیواره سرد.(cold wall vacuum furnace)

نمایی شماتیک از یک کوره خلاء با دیواره سرد

در این گونه جدیدتر از کویل های خنک شونده با آب بر روی دیواره و درهای کوره استفاده شده است.به این ترتیب دمای محفظه بیرونی در حد محیط اطراف حفظ شده و امکان ساخت محفظه های بزرگتر فراهم شده است.

### ناحیه گرم  (Hot Zone)
- ناحیه گرم، المان های حرارتی و قطعه کار را در بر می گیرد و معمولاَ یکی از انواع تمام فلزی(all metal)، سپر تابشی(Radiation Shield) و یا نوع عایق شده (Insulated Type)می باشد.
- نوع عایق شده معمولا به شکل جعبه های مستطیلی و از تخته های گرافیتی سخت ، نمد گرافیتی و یا ترکیبی از آنها ساخته می شود.

نمای داخل کوره خلاء

- نوع تمام فلزی از لایه های نازک هم مرکز ورق های فلزی مقاوم در برابر حرارت ساخته می شود که حرارت را به درون اجاق بازمی تاباند.
- جنس فلز بکار رفته معمولا مولیبدینیوم خالص و یا آلیاژهایی مانند تیتانیوم زیرکونیوم(TZ) می باشد.

### اجزاء نگهدارنده (Fixtures)
- در بیشتر کوره های خلاء قطعه کار درون یک سینس و یا سبد از جنس مولیبدینیوم ،فولاد ضد زنگ آستنیتیک و یا اینکونل قرار می گیرد.
- این سینی بر روی یک اجاق (Hearth)فلزی یا گرافیتی قرار داده می شود.
- اجاق از سه یا چهار میله افقی تشکیل شده است که توسط پایه های بیرون آمده از پوسته محظه در زیر آن حمایت می شوند.

### المان های حرارتی (Heating Elements)
المانهای حرارتی  که در کوره های الکتریکی بکار می روند باید دارای ویژگیهای زیر باشند:
1. از دست ندادن کیفیت در دماهای بالا.
2. تا بش قابل ملاحظه انرژی.
3. امکان تعویض آسان.

المانهای حرارتی استفاده شده در کوره های خلاء دما بالا  از جنس فلزات دیر گداز(تنگستن، مولیبدینیوم و تانتالیوم) و گرافیت خالص(به شکل میله های صلب یا الیاف بافته شده )می باشند.     

### پمپ های خلاء(Vacuum Pumps)
مجموعه پمپ های تولید خلاء معمولا به دو زیر مجموعه پمپ های اولیه و پمپ های خلاء بالا تقسیم می شوند.
پمپ های بکار رفته در انواع مکانیکی ، پخشی (Dffusion)و یا انجمادی (Cryogenic) بوده و معمولا با هم در یک مجموعه بکار می روند.
هر کدام از پمپ های سیستم ، تأمین کننده سطح خاصی از خلاء می باشد.

### سیستم کنترل (Control System)
معمولا اندازه گیری دما توسط ترموکوپل های از جنس مولیبدینیوم،پلاتینیوم،رودیوم یا تنگستن-رنیوم انجام می شود.
اندازه گیری فشار توسط اندازه گیری یک مشخصه فیزیکی گازدرون محفظه که مستقیما با فشار در ارتباط است(مانند رسانایی حرارتی یا الکتریکی)انجام می شود.

### عملیات کونچ  (Quenching)
این عمل توسط پر کردن محفظه با یک گاز خنثی انجام می شود
عمده عملیات کونچ از طریق انتقال حرارت جابجایی بین گاز کونچ کننده و اجزاء درون کوره انجام می شود. 
نوع گاز بکار رفته در مدت زمان عملیات و هزینه های آن بسیار تأثیر گذار است.
گاز کونچ کننده درون یک مبدل حرارتی که توسط آب خنک می شود بگردش در می آید.
سه عامل اصلی تأ ثیر گذار در انتفال حرارت درون کوره های خلاء بقرار زبر است:
1. ضریب انتقال حرارت H
2. اختلاف دمای قطعه کار و گاز کونچ کننده.
3. مساحت سطحی از  قطعه کار که در معرض گاز قرار می گیرد.

- فشار گاز کونچ کننده و توان فن دمنده آن(که سرعت عبور گاز را تغییر می دهد) از عوامل تأثیر گذار بر ضریب انتقال حرارت هستند.
- دو برابر شدن فشار میتواند باعث افزایش 40% در انتقال حرارت شود.

## کوره های خلاء گازی  (Gas Fired Vacuum Furnace)

در این نوع کوره ها حرارت دهی از طریق اشتعال گاز انجام می شود.
کارایی مصرف انرژی در این کوره ها در دماهای بالانر از 850درجه سانتیگراد در مقایسه با کوره های خلاء الکتریکی بشدت کاهش می یابد
به دلیل نیاز به مصرف اکسیژن احتمال اکسیداسیون و یا خوردگی قطعه کار در آنها بیشتر لست.
انتقال حرارت در دماهای بالا یکنواخت نبوده و کارایی کمی دارد.
البته اخیرا پیشرفت های بسیاری در ساخت آنها بوجود آمده و بسیاری از معایب ذکر شده در مقایسه با انواع الکتریکی از میان رفته است.